# La via dell'oro
La via dell'oro (Queen of the Yukon) è un film del 1940, diretto da Phil Rosen, tratto da un racconto di Jack London. 

## Trama
Sadie Martin, soprannominata per antonomasia come l'imbarcazione che possiede, "La regina dello Yukon", che fa servizio sul fiume a favore dei cercatori d'oro e di altri passeggeri, mantiene agli studi con il suo duro lavoro sua figlia Helen, per la quale sogna un roseo avvenire borghese lontano dalle terre inospitali del nord. Sadie è affiancata dal giocatore d'azzardo Ace Rincon, che opera, a volte anche illegalmente, nel casinò annesso al natante, e che vorrebbe sposarla.
Quando la diciottenne Helen, in compagnia del fidanzato Bob Adams, un neo-ingegnere dell'esclusiva città di Boston, inaspettatamente, in occasione del completamento dei suoi studi liceali, e dopo anni di assenza, si presenta dalla madre, a nulla vale il tentativo di quest'ultima di nascondere l'attività che conduce, e che ritiene sconveniente: Helen non solo la scopre, ma ne rimane totalmente affascinata. Sadie allora, fedele alla propria visione di ciò che ritiene giusto per la figlia, non vede altra via d'uscita che vendere l'imbarcazione a John Thorne, che agisce per conto della "Yukon Mining Company", una grande compagnia mineraria privata, e prepararsi ad una vita stanziale. Helen, nel frattempo, trascurando Bob, rimane affascinata da Ace, che considera, romanticamente, l'incarnazione del "vero uomo".
Ma la compagnia commerciale non tarda nel cercare con ogni mezzo, compreso l'omicidio, di esautorare i proprietari indipendenti di concessioni minerarie, e sottrae, tramite Bob, che ha trovato lavoro proprio presso Thorn, i loro documenti. Sadie e Ace decidono allora di intervenire. Bob, una volta reso edotto della situazione, ha uno scontro fisico con Thorn, il che vale a reindirizzare verso di lui le simpatie di Helen. Sventato il criminale tentativo monopolistico della compagnia, Bob e Helen si ritrovano, e Sadie accetta la proposta di matrimonio di Ace.